# Szczelina Zawaliskowa nad Kufą
Szczelina Zawaliskowa nad Kufą – jaskinia w Dolinie Chochołowskiej w Tatrach Zachodnich. Wejście do niej znajduje się w północnych stokach Kominiarskiego Wierchu, ponad Doliną Dudową, w grzbiecie nad Kufą, na wysokości 1685 metrów n.p.m. Długość jaskini wynosi 6 metrów, a jej deniwelacja 3,5 metrów.

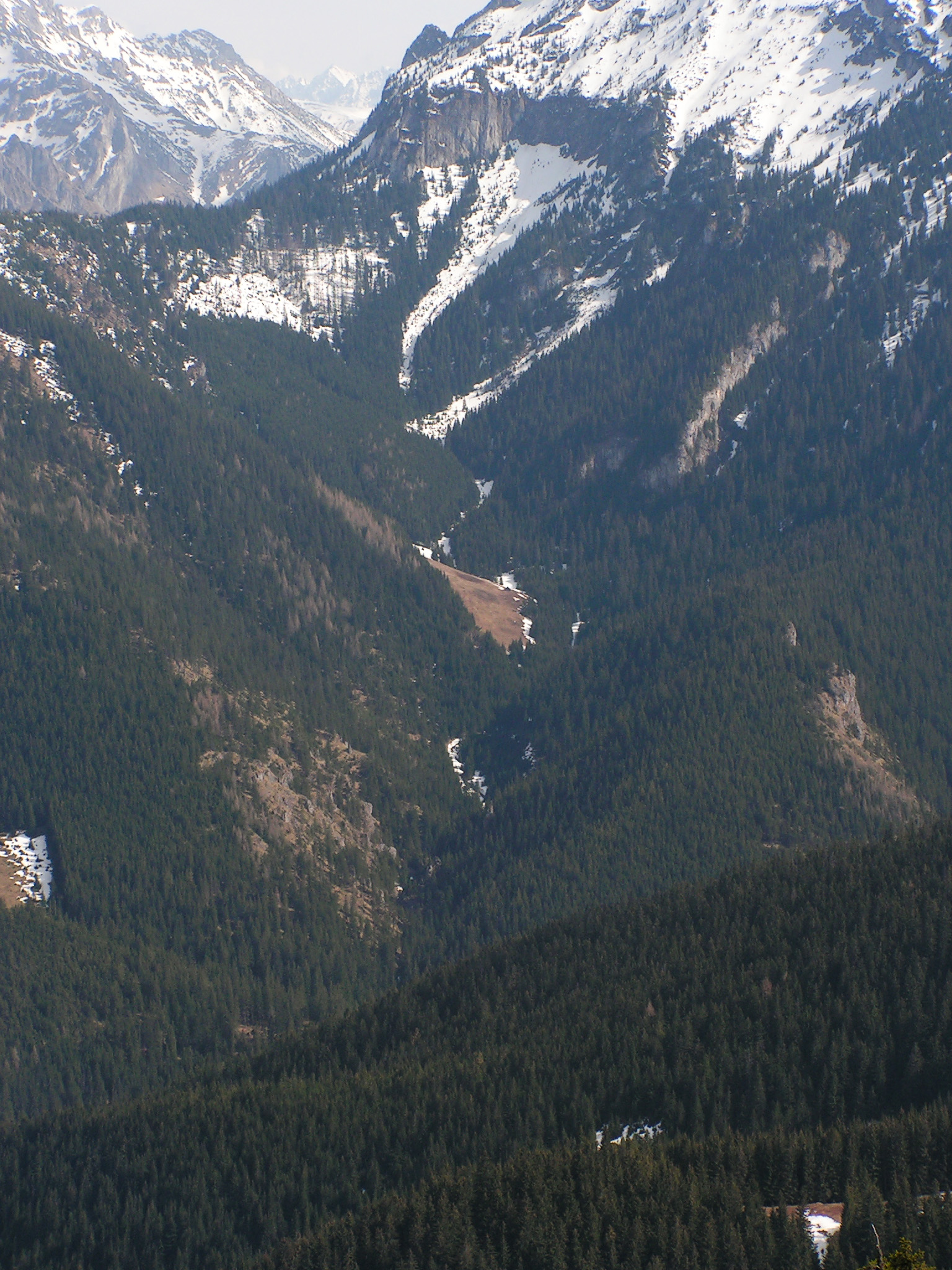
Dolina Dudowa. W głębi północne zbocze Kominiarskiego Wierchu

## Opis jaskini
Jaskinię stanowi idący stromo do góry, szczelinowy korytarzyk zaczynający się w niewielkim trójkątnym otworze wejściowym, a kończący zawaliskiem. W końcu korytarzyka znajduje się niewielki kominek.

## Przyroda
W jaskini brak jest nacieków. Ściany są suche, rosną na nich porosty.

## Historia odkryć
Jaskinia była prawdopodobnie znana od dawna. Jej pierwszy plan i opis sporządziła I. Luty przy pomocy K. Recielskiego w 2003 roku.